# Audrina Patridge
 (juin 2020).
Si vous disposez d'ouvrages ou d'articles de référence ou si vous connaissez des sites web de qualité traitant du thème abordé ici, merci de compléter l'article en donnant les références utiles à sa vérifiabilité et en les liant à la section « Notes et références ».
Audrina Patridge est une actrice américaine, née le 9 mai 1985 à Los Angeles.

## Biographie
Audrina Patridge a été rendue célèbre par sa participation à l'émission de télé-réalité de MTV Laguna Beach : The Hills.
Elle est apparue en couverture du magazine américain Maxim. Audrina Patridge a participé à Dancing with the Stars 11 entre septembre et novembre 2010. Elle a désormais sa propre émission de téléréalité Audrina (en) qui est diffusée sur MTV depuis juillet 2011.
Elle est en couple avec Corey Bohen depuis 2009 mais selon certaines sources[Lesquels ?], ils auraient rompu courant 2012.
Le 18 décembre 2015, elle annonce être enceinte de son premier enfant. Le 24 juin 2016, elle donne naissance à une fille nommée Kirra.
En novembre 2016, elle se marie avec son compagnon depuis 9 ans.
En septembre 2017, elle demande le divorce pour violences domestiques.
En 2019 elle participe à la suite de Laguna Beach : The Hills, The Hills: New Beginnings.

## Filmographie
- 2009 : Sœurs de sang : Megan
- 2010 : Bleu d'enfer 2 : Kelsey
- 2011 : Dance Battle: Honey 2 : Melinda
- 2013 : Scary Movie 5 :